# Reute (Bad Waldsee)
Reute ist seit 1971 ein Ortsteil der Stadt Bad Waldsee im Landkreis Ravensburg in Baden-Württemberg. Heute zählt der Ort rund 2400 Einwohner.
Zu Reute gehören auch die Wohnplätze Durlesbach, Greut, Magenhaus, Obermöllenbronn, Stadel, Tobel und Untermöllenbronn.

## Geschichte

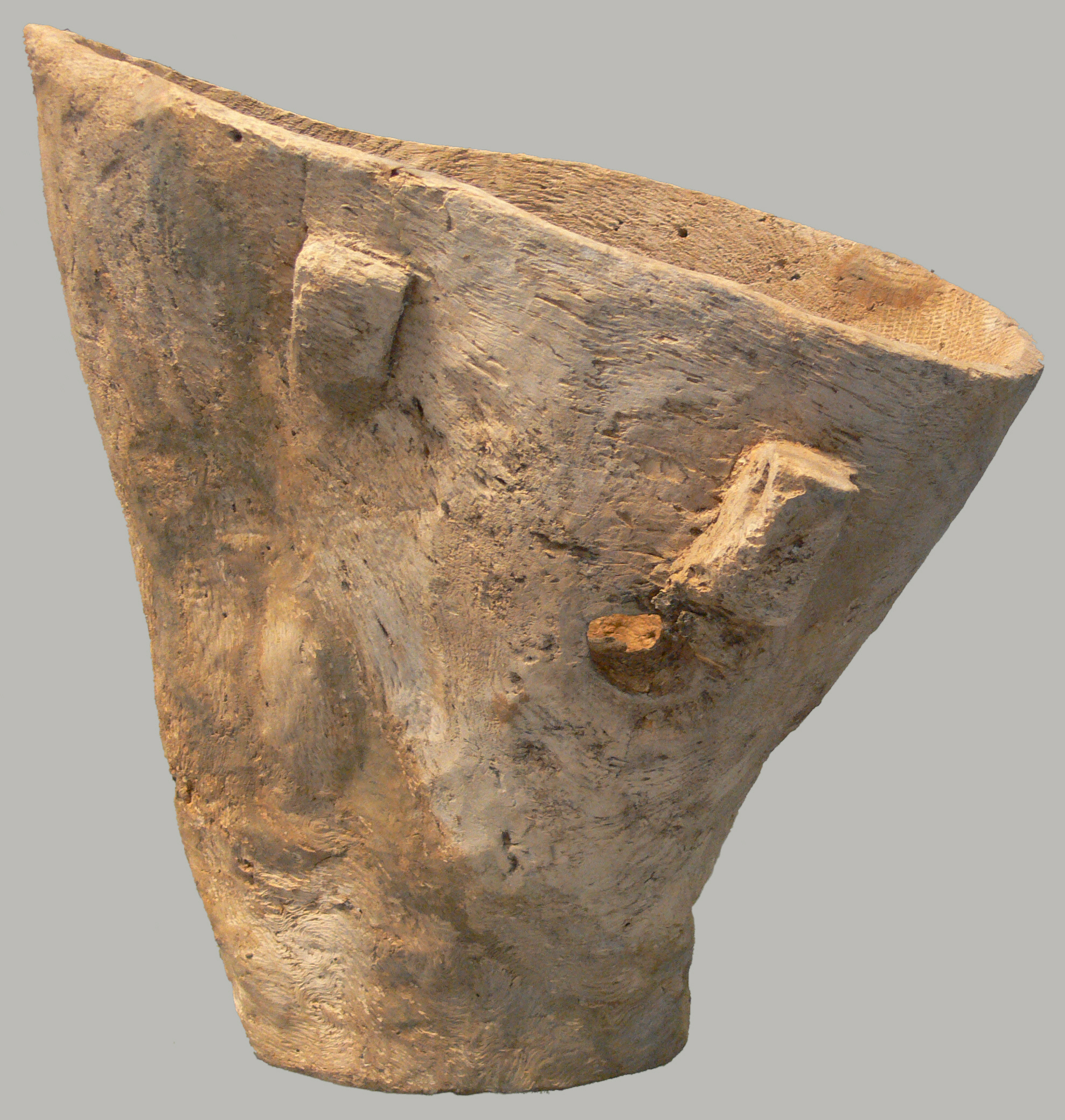
Jungsteinzeitlicher Holzeimer aus dem Schorrenried

Ausgrabungsfunde im Schorrenried weisen auf eine Besiedlung etwa 3700 v. Chr. hin. Das jungsteinzeitliche Dorf lag an einem kleinen See, der heute verlandet ist. In der Moorsiedlung Reute-Schorrenried wurden Hauspferde, Reste von Holzbauten, Holzgegenstände und ein Kupferdolch gefunden, der als älteste Waffe aus Metall in Südwestdeutschland gilt (heute im Landesmuseum Württemberg in Stuttgart).
Der Name Reute weist auf eine alemannische Rodesiedlung hin, die durch Reihengräber bestätigt ist, die bei einer Klostererweiterung gefunden wurden. Der bis um 1300 gebräuchliche Name „Luibrathesriute“ nennt den Sippenältesten, der wahrscheinlich im vierten Jahrhundert am Platz des heutigen Gasthof Sonne seinen Wohnsitz hatte.
Nach der Napoleonischen Besatzung kam Reute 1806 zu Württemberg, nachdem es seit 1331 zu Vorderösterreich gehört hatte. 1849 entstand der zur Gemeinde gehörige Bahnhof Durlesbach an der Bahnstrecke Ulm–Friedrichshafen, der bis 1869 auch für Waldsee zuständig war.
Am 1. Dezember 1971 wurde Reute in die Stadt Bad Waldsee eingegliedert.
Erst seit 2014 wird es von Gaisbeuren und Reute zu Reute-Gaisbeuren zusammengefasst.

## Das Kloster von Reute
Im Jahr 1403 gründeten fünf Frauen das Franziskanerinnenkloster Reute. Eine dieser Frauen war die seliggesprochene Waldseerin Elisabeth Achler (1386–1420), heute Gute Beth genannt. Etwa 1770 wurde das Kloster zwangsaufgelöst.

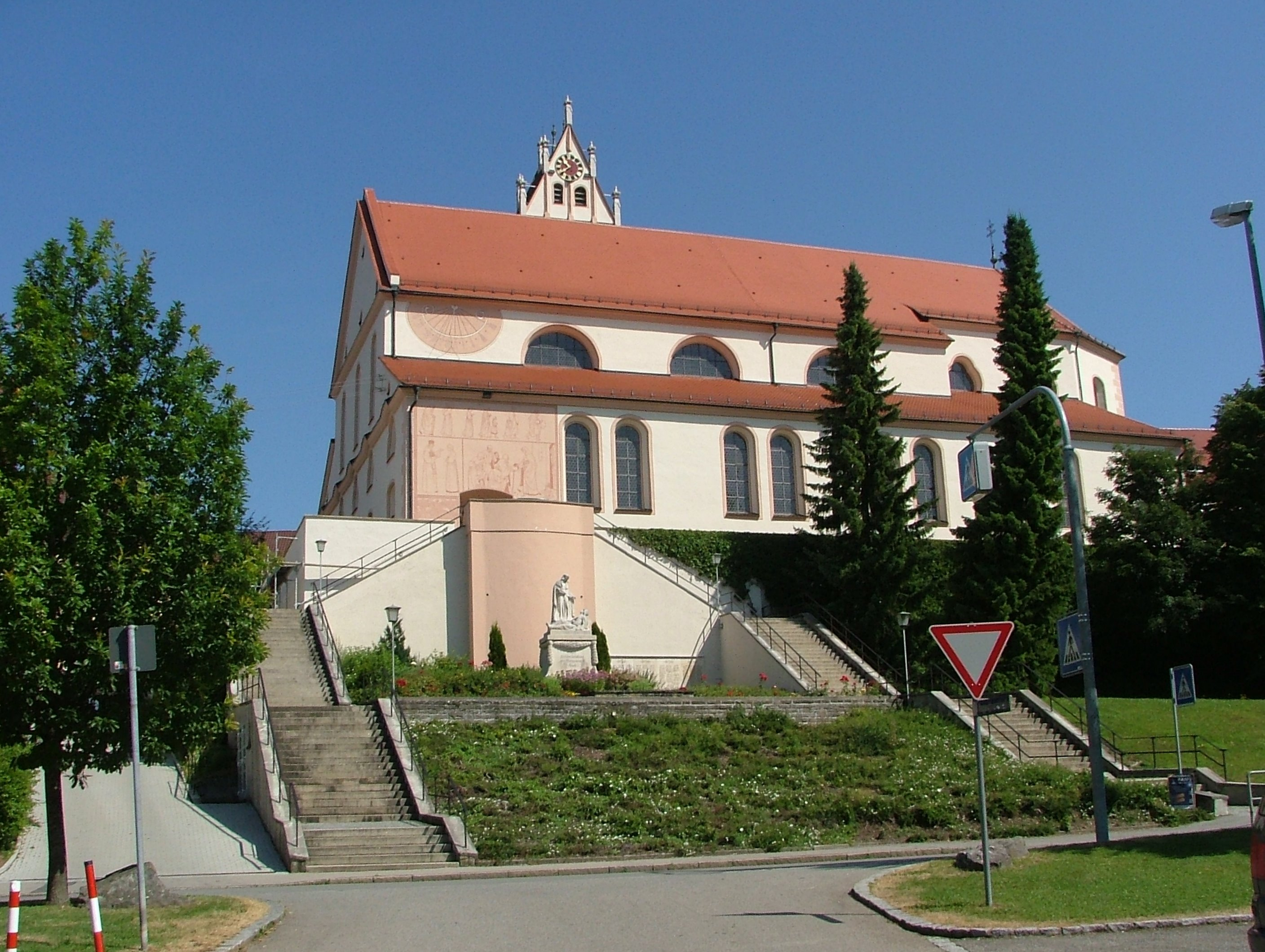
Der Klosterberg in Reute

1869 erwarben Schwestern aus Ehingen die Klostergebäude und belebten das Kloster als Franziskanerinnen von Reute neu. Heute ist der „Klosterberg“ Lebens- und Arbeitsort für über 200 Franziskanerinnen und Ursprung zahlreicher Missions-Aktivitäten, die bis nach Indonesien und Brasilien reichen.
Am 14. Oktober 1939 brachten vier Omnibusse der sogenannten „Gemeinnützigen Krankentransport GmbH“ (Gekrat) etwa hundert behinderte Männer und einige wenige Frauen aus dem Schloss Grafeneck, das zur Tötungsanstalt Grafeneck umfunktioniert wurde, mit dessen Heimleiterehepaar Frank, seiner Tochter und zehn Mitarbeitern in das Kloster. Den Schwestern von Reute war vier Tage zuvor vom württembergischen Innenministerium mitgeteilt worden, dass sie ihr Exerzitienhaus St. Elisabeth sofort zu räumen hätten. Alle Patienten, die in Reute untergebracht worden waren, überlebten die Aktion T 4.
1999 gründen die Franziskanerinnen von Reute die St. Elisabeth-Stiftung.
Im Klosterbezirk sind der „Gut-Betha-Brunnen“ und die Franziskuskapelle zu besichtigen.
Ein Park mit Kreuzwegstationen und der weiträumige Klosterfriedhof laden den Besucher zum stillen Verweilen ein.
Beim Rundgang durch das Klostergelände sind die barocke Pfarr- und Wallfahrtskirche ganz oben auf dem „Klosterberg“ mit dem Grab der Guten Beth und Fresken aus ihrem Leben besonders sehenswert.

## Ehemaliger Bahnhof Durlesbach

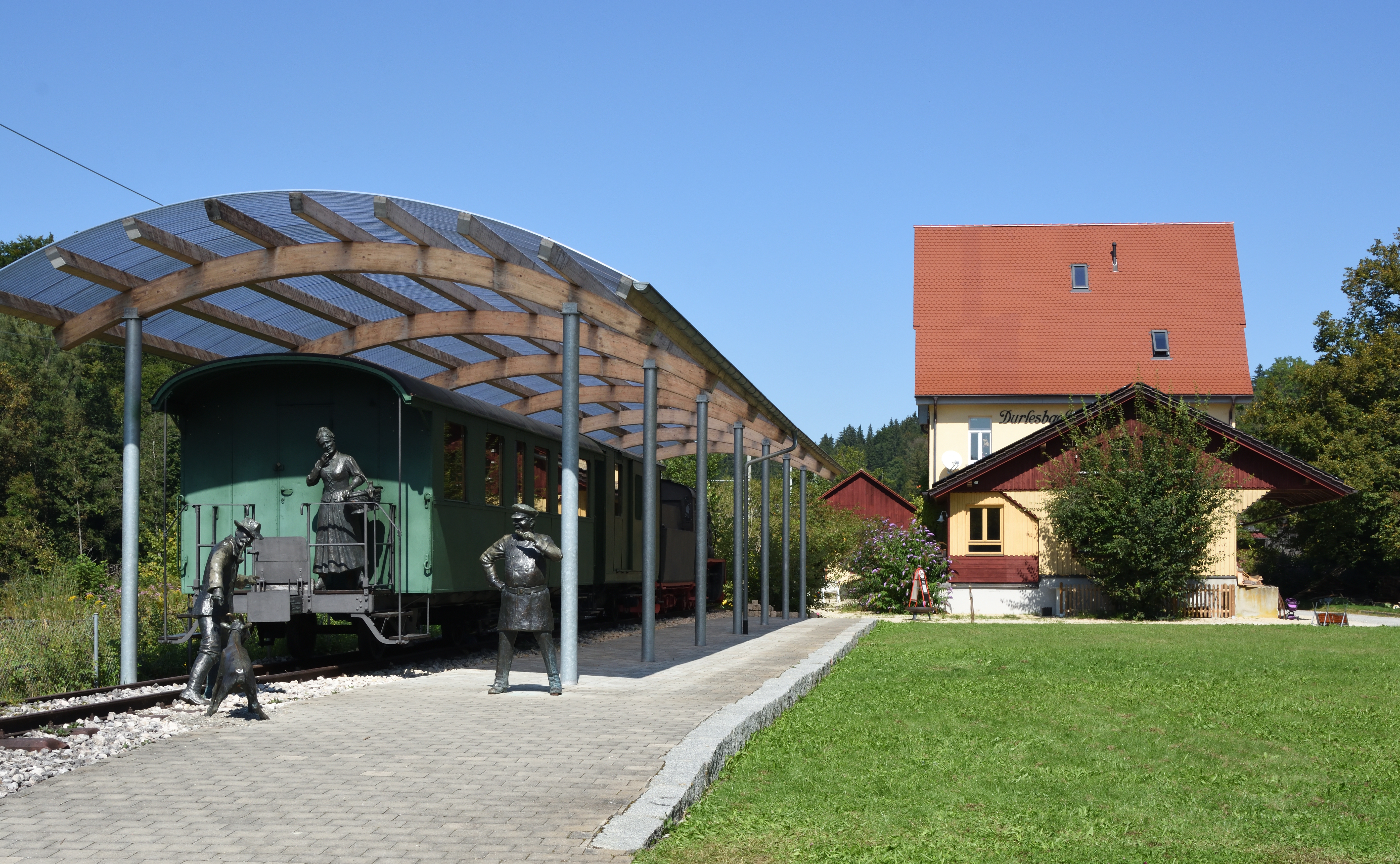
Bahnhof Durlesbach mit Museumszug und Szene aus dem Lied Auf de schwäbsche Eisebahne

Der Wohnplatz Durlesbach mit seinem Bahnhof wurde bekannt durch das Volkslied „Auf de schwäbsche Eisebahne“. Der Bahnhof ist heute geschlossen, in dem Gebäude ist eine Galerie untergebracht.
Auf einem Abstellgleis auf dem Bahnhofsgelände wird anhand einer echten Dampflok und zweier Eisenbahnwagen das im Volkslied beschriebene Geschehen mit Bronzefiguren illustriert: ein Bauer bindet einen Geißbock an den Zug und wird dabei vom Condukteur (Schaffner) und der Bäuerin beobachtet.

## Freizeit

### Sport
Der Fußballverein SV Reute e. V. wurde am 7. Juli 1950 im Gasthaus Drei König gegründet.

### Musik
Am 9. März 1975 fand im Sportheim Reute die Gründungsversammlung des ‘Fanfarenzug Reute’ statt. Im Februar 1976 folgte unter der Leitung von Konrad Veser der 1. öffentliche Auftritt mit den in den Ortsfarben blau-rot-gold gehaltenen Uniformen.
Die Durlesbach Schalmeien Reute e. V. wurden 1982 in Reute bei Bad Waldsee gegründet und sind somit einer der ältesten Schalmeienzüge im Raum Oberschwaben.

### Fasnet
Die Narrengilde Schussentäler e. V. Reute wurde 1963 im Gasthaus Hirsch gegründet. Eine Woche vor der Hochfasnet organisiert der Verein am Samstag ein Kinderumzug mit Narrenbaumstellen und anschließendem Kindernachmittag in der Durlesbachhalle. Am Sonntag ist der großer Narrensprung.